# Paperino e l'usignolo
Paperino e l'usignolo (Wet Paint) è un film del 1946 diretto da Jack King. È un cortometraggio animato della serie Donald Duck, prodotto dalla Walt Disney Productions e uscito negli Stati Uniti il 9 agosto 1946, distribuito dalla RKO Radio Pictures. Noto anche come Vernice fresca, ricevette una candidatura come miglior cortometraggio al Festival di Cannes 1946.

## Trama
Paperino sta dipingendo di rosso la propria macchina, quando un uccellino che porta un filo ci atterra sopra, rovinando la pittura. Paperino ingaggia così una battaglia con l'uccellino, che cerca sempre di portarsi via dei fili, dall'imbottitura ai fili elettrici e in tutto questo sempre rovinando la vernice. Quando l'uccellino disfa il cappello di Paperino e se lo porta via, il papero spazientito afferra un'ascia e lo insegue fin sull'albero in cui vive, tagliandogli tutti i rami tranne quello dove si trova il nido del volatile. Poco prima di ucciderlo, però, si rende conto che l'uccellino è una madre con dei piccoli e che i fili le servivano per il nido. Allora Paperino abbandona i suoi propositi, i piccoli gli volano sulla testa, l'uccellino gli mette in testa un filo (ciò che resta del cappello) e fa la pace con lui.

## Distribuzione

### Edizione italiana
Sono presenti due doppiaggi italiani del corto. Il primo doppiaggio è stato usato VHS I 50 anni folli di Paperino, uscita in Italia nel 1987. Nel 1994 è stato incluso nella VHS Paperino 60 anni in allegria con un nuovo doppiaggio, usato anche in tutte le successive occasioni.

### Edizioni home video

#### VHS
- Troppo vento per Winny-Puh (giugno 1983)
- I 50 anni folli di Paperino (gennaio 1987)
- Troppo vento per Winny-Puh (marzo 1988)
- Paperino 60 anni in allegria (settembre 1994)
- Paperino campione di allegria (ottobre 2001)

#### DVD
Il cortometraggio è incluso nel DVD Walt Disney Treasures: Semplicemente Paperino - Vol. 2.